# The Sinner
The Sinner, ou La Pécheresse (au Québec), est une série télévisée américaine en 32 épisodes de 42 minutes créée par Derek Simonds, basée sur le roman éponyme de Petra Hammesfahr et diffusée entre le 2 août 2017 et le 1er décembre 2021 sur USA Network et au Canada à partir du 21 août 2017 sur Showcase.
En France, la série est diffusée depuis le 21 septembre 2017 sur Altice Studio puis sur Netflix à partir du 21 septembre 2018. Au Québec, elle est diffusée depuis le 22 mai 2018 sur AddikTV, en Belgique depuis le 7 novembre 2018 sur Netflix après avoir été présentée en exclusivité francophone belge sur BeTV courant 2017, et en Suisse  depuis le 20 janvier 2019 sur la RTS Un.

## Synopsis
Saison 1 : une jeune mère commet un meurtre sans savoir pourquoi. Le lieutenant Ambrose va chercher à déterminer l'origine de ses accès de violence en fouillant dans son passé.
Saison 2 : l'enquêteur Harry Ambrose fait face à un autre cas dérangeant : un garçon de treize ans aurait volontairement assassiné ses parents.
Saison 3 : dans la troisième saison, Ambrose enquête sur un accident de voiture mortel dans le nord de l'État de New York et découvre derrière cet accident une affaire beaucoup plus importante et inquiétante.
Saison 4 : dans la quatrième saison, Ambrose se rend à Hanover Island, dans le nord du Maine, pour une escapade en compagnie de Sonya. Sur place, notre enquêteur n'a pas le temps de goûter à un repos mérité, qu'il est sollicité pour aider la police locale après une tragédie impliquant la fille d’une importante famille du coin. Ce crime sème le trouble au sein de ce site touristique jusqu'alors paisible.

## Distribution

### Acteurs principaux
- Bill Pullman (VF : Renaud Marx (saisons 1-3) puis Gérard Darier (saison 4)) : le lieutenant Harry Ambrose

Saison 1
- Jessica Biel (VF : Chloé Berthier) : Cora Tannetti
- Christopher Abbott (VF : Sylvain Agaësse) : Mason Tannetti
- Dohn Norwood (en) (VF : Christophe Peyroux) : lieutenant Dan Leroy (invité saison 2)
- Abby Miller (en) (VF : Agnès Cirasse) : Caitlin Sullivan

Saison 2
- Carrie Coon (VF : Josy Bernard) : Vera
- Natalie Paul (en) (VF : Alice Taurand) : Heather
- Hannah Gross (VF : Élisabeth Ventura) : Marin
- Elisha Henig (en) (VF : Oscar Pauwels) : Julian Walker
- Tracy Letts (VF : François Jerosme) : Jack Novack

Saison 3
- Matt Bomer (VF : Jérémy Bardeau) : Jamie Burns
- Chris Messina (VF : Bernard Gabay) : Nick Haas
- Jessica Hecht (VF : Odile Cohen) : Sonya Barzel
- Parisa Fitz-Henley (VF : Marie Chevalot) : Leela Burns
- Eddie Martinez (VF : Vincent Ropion) : Vic Soto

Saison 4

### Acteurs récurrents
Saison 1
- Danielle Burgess (VF : Valérie Decobert) : Maddie
- Enid Graham (VF : Gaëlle Savary) : Elizabeth Lacey, la mère de Cora
- C. J. Wilson (VF : Charles Uguen) : William
- Jacob Pitts (VF : Vincent Bonnasseau) : J. D.
- Susan Pourfar (VF : Patricia Piazza) : l'avocate de Cora
- Kathryn Erbe (VF : Élisabeth Fargeot) : Fay Ambrose
- Patti D'Arbanville (VF : Marie-Christine Robert) : Lorna Tannetti
- Peggy Gormley (VF : Nathalie Gazdik) : la juge Barrett
- Meredith Holzman (VF : Cléo Anton) : Sharon
- Nadia Alexander (en) (VF : Léopoldine Serre) : Phoebe, sœur de Cora
- Robert Funaro (en) (VF : Christian Peythieu) : Ron Tanetti
- Eric Todd (VF : Anatole de Bodinat) : Frankie Belmont
- Joseph Melendez (VF : Hugues Boucher) : l'avocat du district Lopez
- Grayson Eddey : Laine Tannetti
- Jacob Berger : Bailiff

Saison 2
- Marceo Oliver (VF : Yannick Jaspart) : Garret (saison 2)

- Version française
  - Société de doublage : BTI Studios
  - Direction artistique : Philippe Blanc
  - Adaptation des dialogues : Sandra Devonssay, Hélène Jaffres

 Source et légende : version française (VF) sur RS Doublage et selon le carton du doublage français télévisuel.

## Production

### Développement
Le 16 mars 2018, la série est renouvelée pour une deuxième saison.
Le 6 mars 2019, la série est renouvelée pour une troisième saison.
Le 15 juin 2020, la série est renouvelée pour une quatrième saison. Le 17 novembre 2021, la chaîne annonce que cette quatrième sera la dernière.

### Casting
Entre septembre et octobre 2016, les rôles principaux ont été attribués dans cet ordre : Jessica Biel, Bill Pullman, Christopher Abbott, Dohn Norwood et Abby Miller (en).
En mai 2018, Carrie Coon, Natalie Paul et Hannah Gross ont décroché des rôles principaux pour la deuxième saison, suivis de Elisha Henig.

## Épisodes
Les épisodes, sans titres en version originale, sont numérotés de un à huit en chiffres romains.

### Première saison (2017)
1. Pécheresse (Part I)
2. Priez pour nous (Part II)
3. Réminiscences (Part III)
4. Poussières (Part IV)
5. Ceci est mon corps (Part V)
6. Mea culpa (Part VI)
7. Reviviscences (Part VII)
8. Que la lumière soit (Part VIII)

### Deuxième saison (2018)
Cette saison de huit épisodes est diffusée à partir du 1er août 2018.
1. L'Enfant de l'ombre (Part I)
2. Zone d'ombre (Part II)
3. L'Étau (Part III)
4. Rite de sang (Part IV)
5. L'Enfant (Part V)
6. Dans les ténèbres (Part VI)
7. De terre et de feu (Part VII)
8. Fuite en avant (Part VIII)

### Troisième saison (2020)
Cette saison de huit épisodes est diffusée à partir du 6 février 2020.
1. Sortie de route (Part I)
2. Quand la folie guette (Part II)
3. Passé trouble (Part III)
4. La Poursuite (Part IV)
5. Descente aux enfers (Part V)
6. Pacte avec le diable (Part VI)
7. Éveil (Part VII)
8. L'Affrontement (Part VIII)

### Quatrième saison (2021)
Note : Pour les informations de renouvellement voir la section Production.
Cette dernière saison est diffusée  à partir du 13 octobre 2021.
Les épisodes, sans titre, sont numérotés de I à VIII.

## Accueil

### Audiences
Le premier épisode a rassemblé 1,63 million de téléspectateurs, et le deuxième 1,41 million.
Au Canada, le pilote a été vu par 685 000 téléspectateurs.

### Réception critique
La série a reçu des critiques majoritairement positives, obtenant 93 % d'approbation sur l'agrégateur Rotten Tomatoes. The Sinner atteint une note de 71/100 sur Metacritic. Sur l’aggrégateur Allociné, la série obtient une note de 4/5 (ou 16/20), sur un total de 2302 évaluations.